# Anton Albert von Schullern zu Schrattenhofen

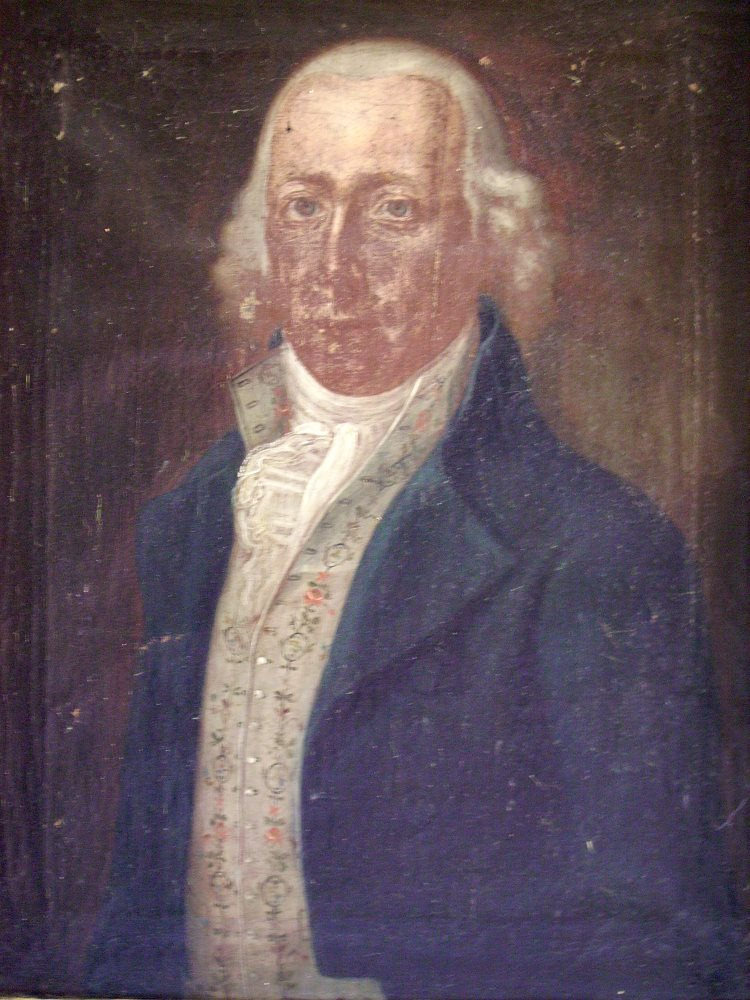
Anton Albert von Schullern zu Schrattenhofen (1762–1815)

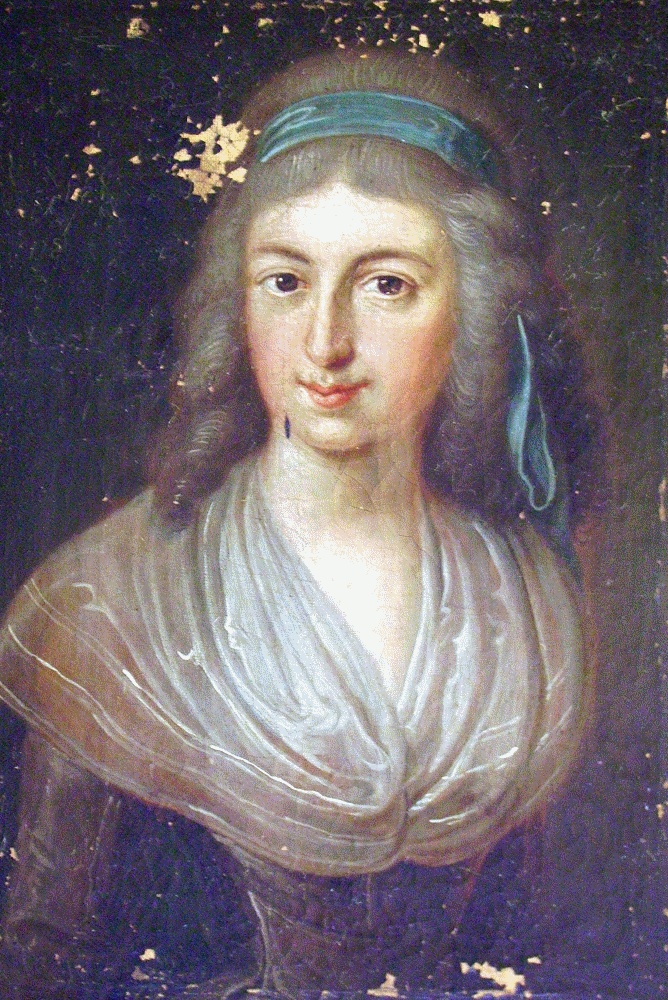
Marianne Leis von Laimburg (1759–1827)

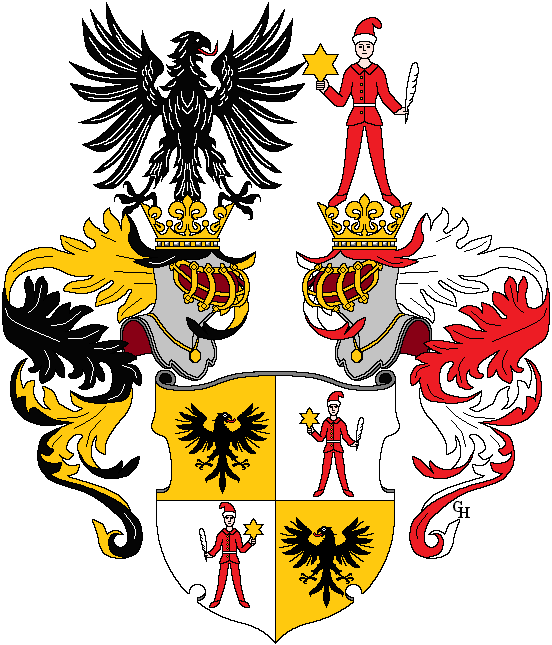
Wappen der Ritter von Schullern zu Schrattenhofen

Anton Johann Albert Ritter von Schullern zu Schrattenhofen (* 28. Oktober 1762 in Lienz; † 8. August 1815 in Innsbruck) war ein kaiserlich österreichischer Richter und Tiroler Landesverteidiger aus der Familie Schullern zu Schrattenhofen.

## Leben und Wirken
Als Sohn des Marschkommissärs im Pustertal Johann Franz Jakob von Schullern zu Schrattenhofen und der Maria Helena Preu von Lusenegg und Korburg in Lienz geboren, besuchte Schullern als Kostgänger das Collegium Nobilium zu Innsbruck, danach die Universität, wo er seine Studien als Magister beider Rechte und der Philosophie abschloss. Mit Dekret vom 16. Oktober 1786 wurde er zum Auskultanten beim k. k. Magistrate in Bozen ernannt. Am 7. Februar 1787 erhält er ein belobendes Dekret des genannten Magistrates und am 3. Mai d. J. vom Appellationsgericht in Klagenfurt nach Ablegung einer Prüfung das Wahlfähigkeitsdekret zu einer Kriminalassessorstelle. Am 13. Juli 1790 wird ihm das analoge Dekret für einen obrigkeitlichen Dienst ausgestellt und am 30. November 1790 jenes für eine Ortsrichterstelle. Am 22. Januar 1795 ernennt ihn Josef Candidus Leiß von Laimburg als bevollmächtigter Gewalthaber der fürstlich von Auersperg’schen Herrschaften in Tirol zum Landrichter der Herrschaft Steinach. Die Bann- und Achtpflicht erhält er am 7. Februar 1795.
Am 11. Mai 1796 vermählt er sich in Steinach mit Marianne, Tochter des Frank Karl von Leiß zu Laimburg und der Anna von Schreibern zu Schwanenhausen.
Das Kreisamt zu Schwaz spricht ihm am 2. Juni 1798 seine volle Zufriedenheit aus, so wie er auch von der Landesschutzdeputation für seine Besorgung der Landes-Defensionsgeschäfte belobt worden war. Am 11. November 1803 bestätigt ihn die Ausschusskonferenz des Pfleg- und Pfandschaftsgerichtes Steinach für die weiteren neun Pachtjahre unter Beilegung des Titels eines Pflegers einstimmig als Landrichter zu Steinach und überträgt ihm auch die Landgerichtsschreiberei. Auch das kleine Burgfriedensgericht Sprechenstein wird ihm übergeben. Im Jahre 1807 wurde er von Bayern in Pflicht genommen.
Im Jahre 1809 stand er treu auf Österreichs Seite. Er erfuhr daher im November d. J. von den eingedrungenen Bayern die schimpflichsten Misshandlungen und wurde seiner meisten Habseligkeiten beraubt. Hierüber liegt ein Zeugnis der Augenzeugen Johann Graßmann, damals Kuraten in Steinach, Karl Natter, Martin Baumgarnter und Johann Paul Lamer vom 8. Mai 1816 vor.
Im Zuge des Tiroler Aufstandes im Jahre 1809 korrespondierte Schullern mehrmals mit Feldmarschall-Leutnant Marquis von Chasteler. Er informierte ihn über die Erfolge Andreas Hofers in Steinach und übermittelte ihm die Einnahme Innsbrucks durch den Landsturm.
Am 9. April 1810 wurde er infolge eines organischen Ediktes durch die bayerische Regierung abgesetzt. In Ermangelung qualifizierter Schreiber, wurde Schullern jedoch 22. Mai 1810 von den Bayern aushilfsweise dem Stadtgericht Innsbruck beigegeben. Mit dem 1. Januar 1811 wurde er durch die Aufstockung mit bayerischen Landesbediensteten seiner Tätigkeit enthoben und pensioniert. Am 8. August 1815 verstarb Schullern in Innsbruck. Die zahlreichen vorhandenen Schriftstücke zeugen von einem festen, unbeugsamen Charakter und eiserner Redlichkeit.